# Bristol M.1
Der Bristol M.1 Monoplane Scout war ein einsitziges britisches Eindecker-Jagdflugzeug des Ersten Weltkrieges.

## Entwicklung
1916 entwickelte der Chefingenieur der Bristol Aeroplane Company Frank Barnwell auf eigene Initiative einen neuen Kampfeinsitzer mit Zugpropeller unter der Bezeichnung Bristol M.1. Angesichts der begrenzten Leistungsfähigkeit der verfügbaren britischen Kampfflugzeuge mit Druckpropeller und Gitterrumpf, welche damals den neu an der Front auftauchenden Eindeckern kaum gewachsen waren, erschien der Entwurf innovativ und vielversprechend. Die Flugzeugzelle – wie üblich ein Holzgerüst mit Leinenbespannung – war aerodynamisch günstig geformt, eine runde Haube auf den Propeller reduzierte ebenfalls den Luftwiderstand.
Der Prototyp M.1A absolvierte am 14. Juli 1916 seinen Jungfernflug, wurde dann vom Kriegsministerium aufgekauft und offiziell erprobt. Steigfähigkeit und Geschwindigkeit waren tatsächlich beeindruckend und den deutschen Fokker Eindeckern und der französischen Morane-Saulnier N überlegen, beanstandet wurde allerdings die schlechte Sicht nach unten.

## Produktion
Das Kriegsministerium bestellte im Oktober 1916 unter der Bezeichnung M.1B vier weitere Flugzeuge mit modifiziertem Spannturm, der aus vier pyramidenförmig aufgestellten Streben bestand; vor dem Pilotensitz wurde nach rechts versetzt ein synchronisiertes Maschinengewehr angebracht. Das Misstrauen gegenüber der auf britischer Seite unüblichen Eindeckerkonstruktion war groß, ein Vorurteil, das die britischen Flieger aus ihren wenig begeisternden Erfahrungen mit den Morane-Saulnier Eindeckern ableiteten. Obwohl am Ansatz der rechten Tragfläche ein Schlitz die Bodensicht inzwischen etwas verbesserte, blieb das Landeverhalten problematisch, und man hielt das Flugzeug für die kleinen Flugplätze an der Westfront mit ihren kurzen Start- und Landebahnen aufgrund der sehr hohen Geschwindigkeit beim Landeanflug für ungeeignet.
Immerhin wurden am 3. August 1917 125 Flugzeuge bestellt, die unter der Bezeichnung M.1C geliefert wurden.

## Einsatz
33 M.1Cs gelangten an die Nebenkriegsschauplätze in Mesopotamien und im Balkan, wo sie von 1917 bis 1918 eingesetzt wurden. Der Großteil der Maschinen ging an Flugschulen in Großbritannien, wo sie als Sportflugzeuge bei höheren Offizieren beliebt wurden.
Zwölf Flugzeuge wurden 1918 an den chilenischen Servicio de Aviación Militar verkauft; Leutnant Godoy überflog mit einer dieser Maschinen am 12. Dezember 1918 erstmals die Anden.

## Varianten

### M.1A
Prototyp mit Clerget-9Z-Umlaufmotor, 110 PS (ca. 80 kW)

### M.1B
Vier Vor-Serienflugzeuge mit Clerget 9Z-, Clerget 9B- oder Admiralty Rotary A.R.1-Umlaufmotoren.

### M.1C
Serienversion mit Le Rhône 9Ja-Motor.

### M.1D
Eine M.1C wurde für Versuche mit dem 140 PS-Bristol Lucifer-Motor umgebaut und unter dem Kennzeichen G-EAVP zivil zugelassen. Das Flugzeug nahm erfolgreich an Flug-Wettbewerben teil.

## Bilder

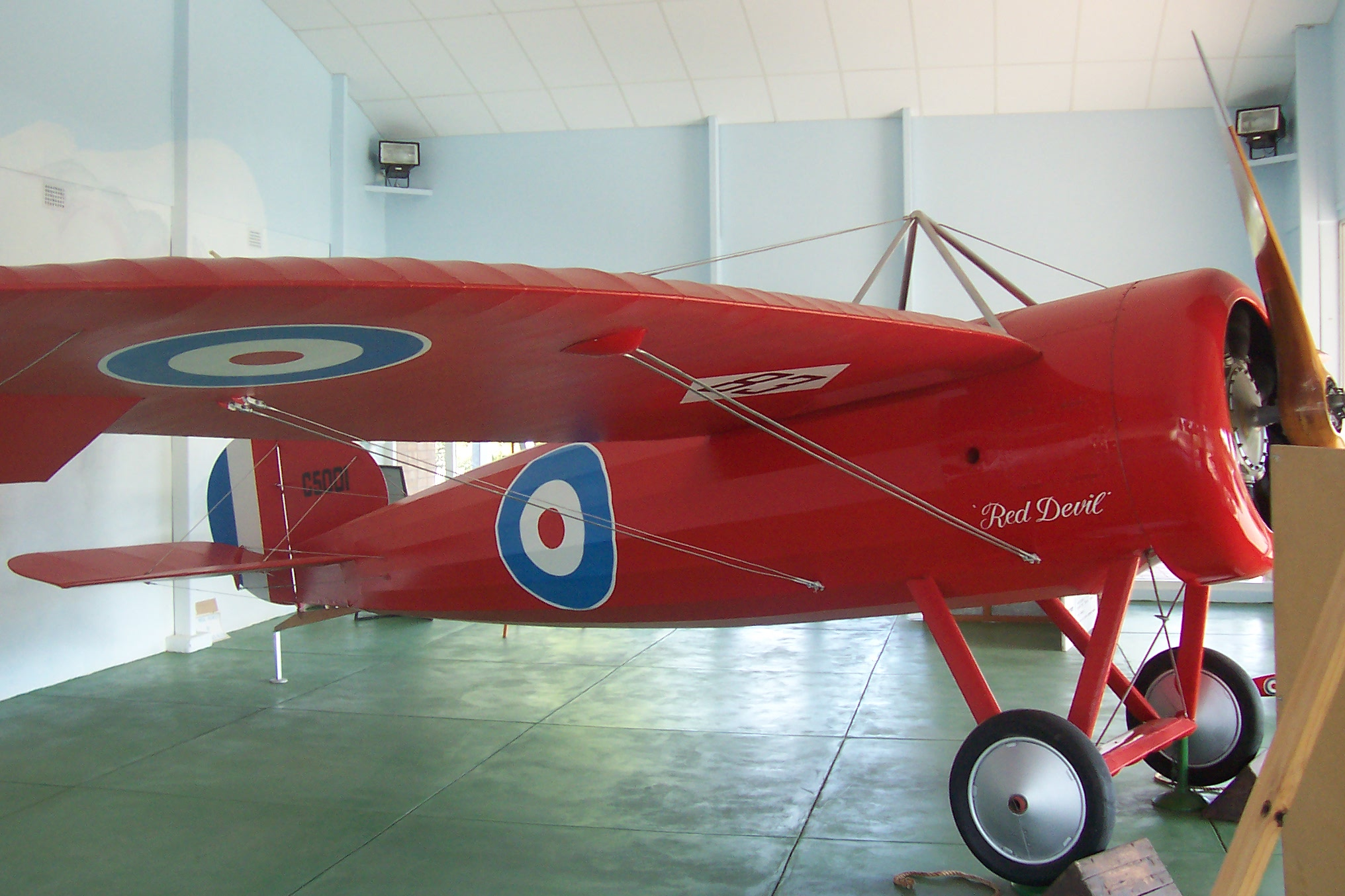
Captain Harry Butlers Bristol Einsitzer in Minlaton, Australien
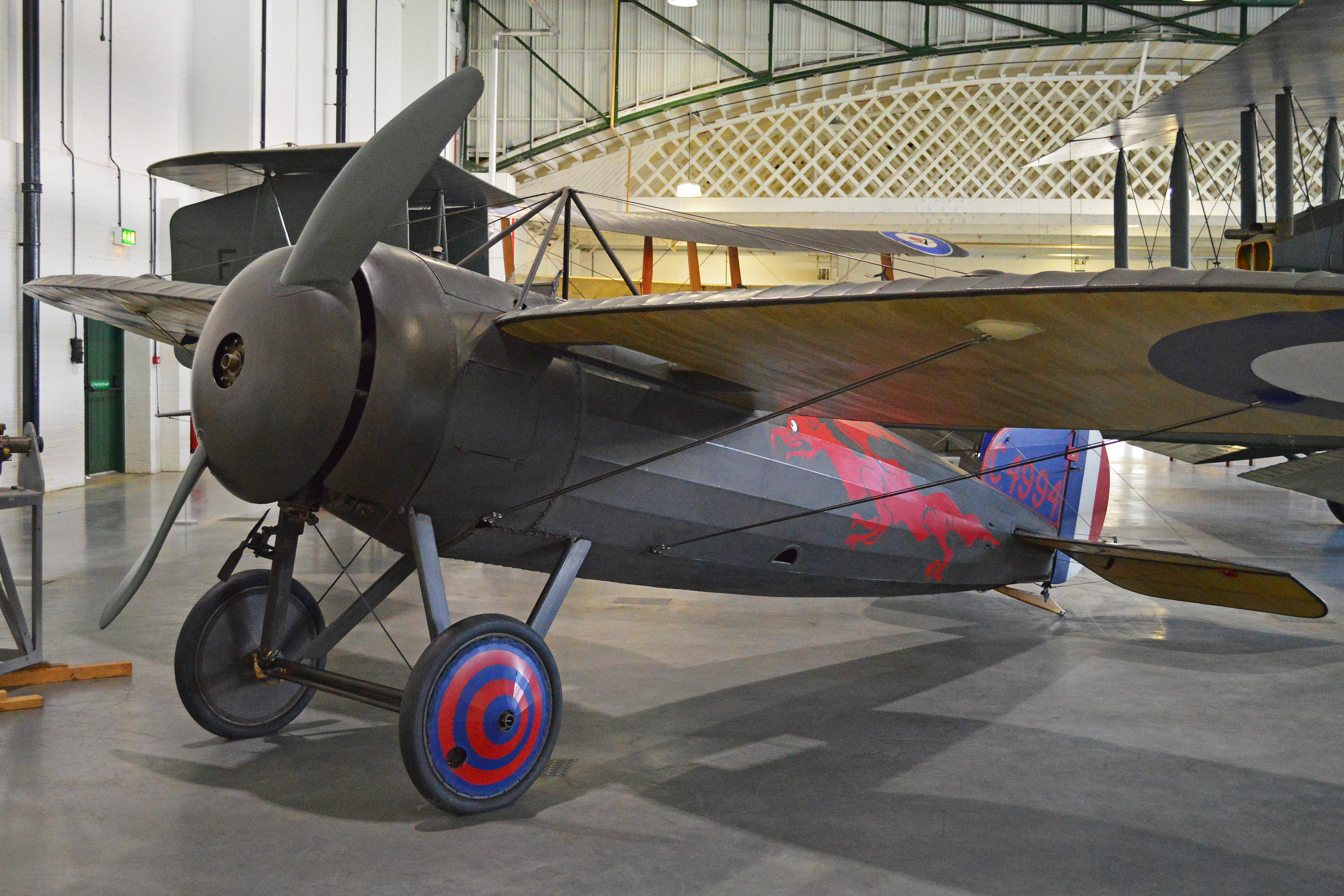
Nachgebaute Bristol M.1C des RAF Museum, Hendon.
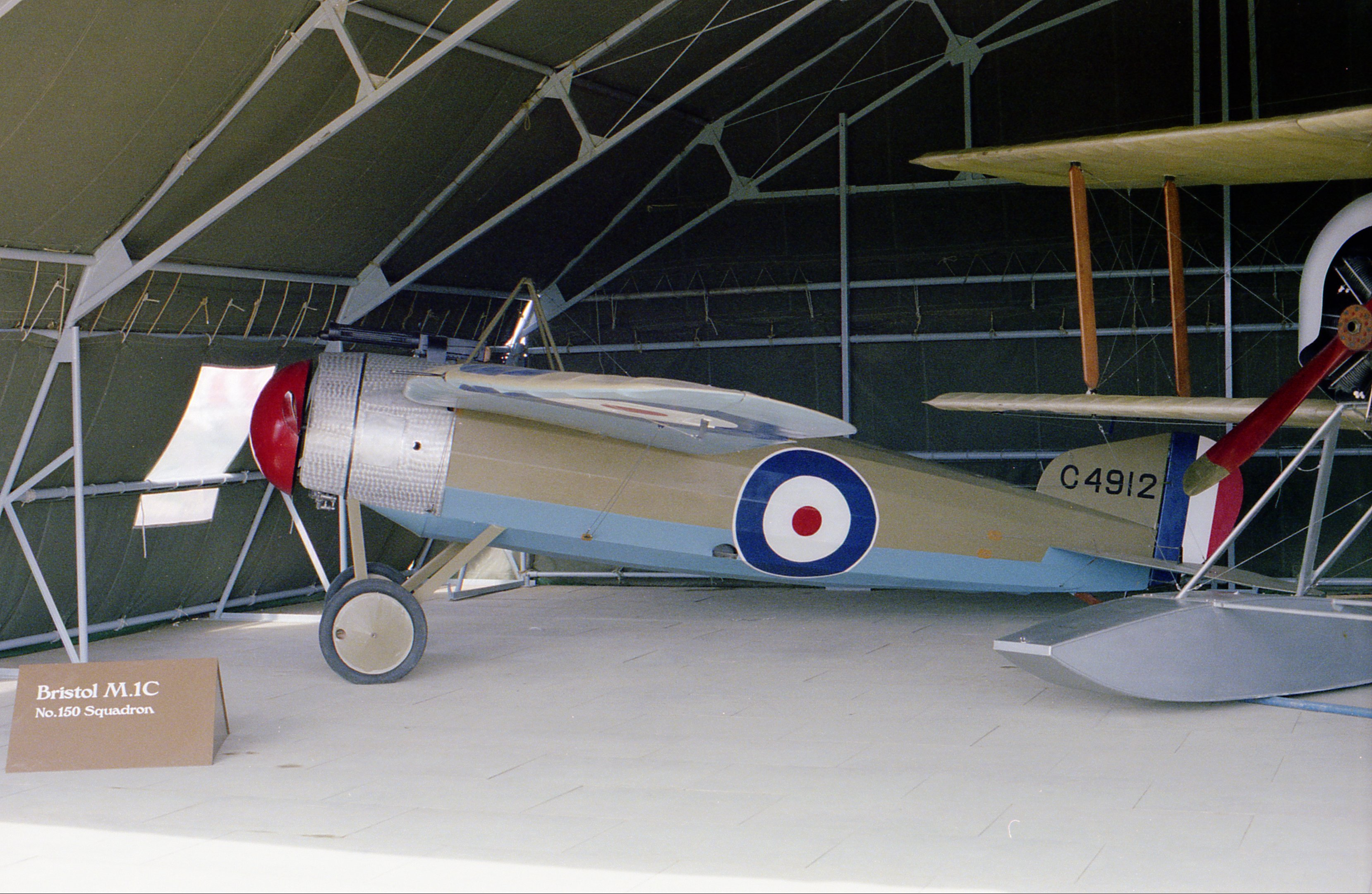
Nachbau einer Bristol M.1C der Squadron No. 150 des R.F.C.
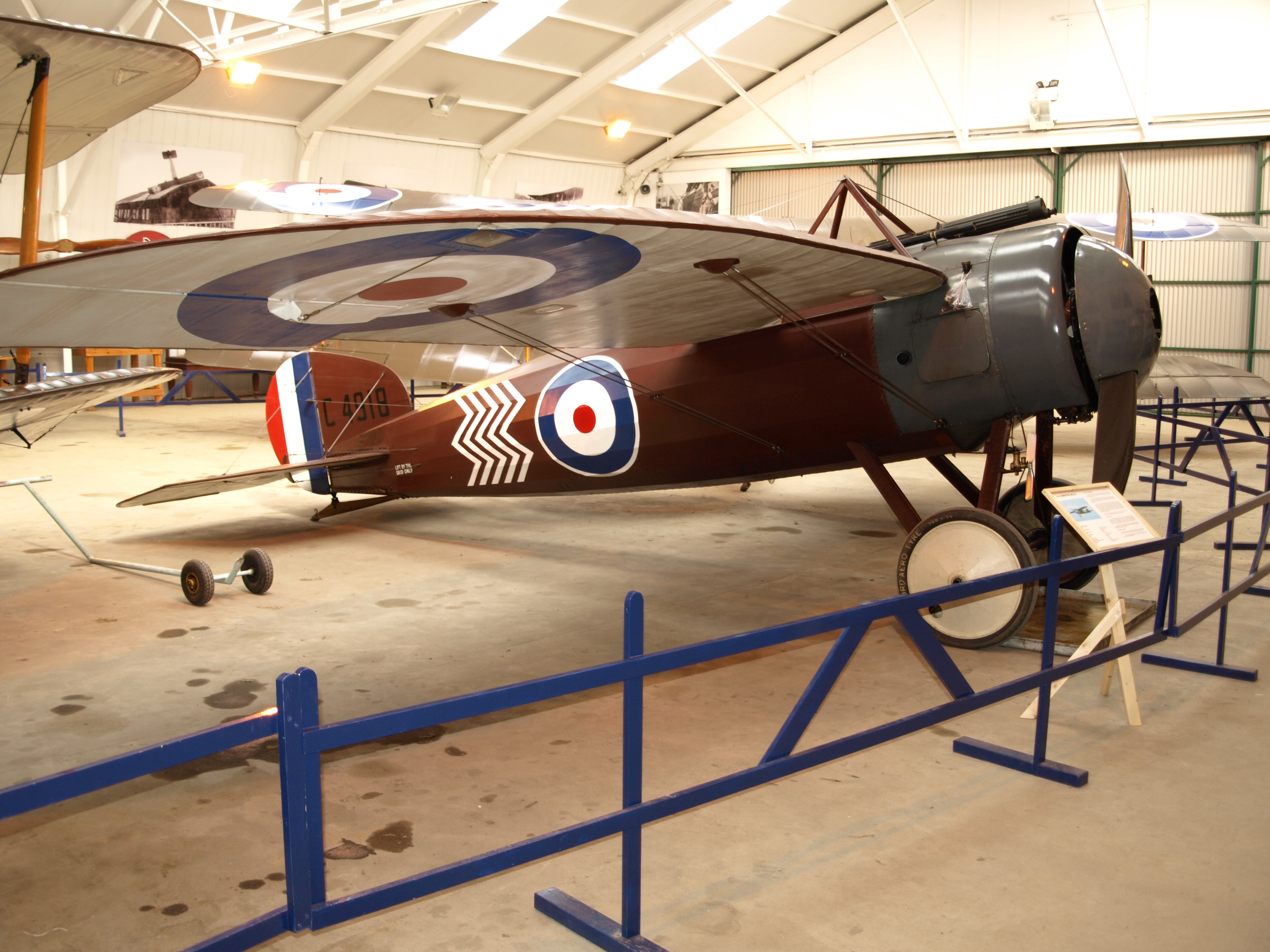
Nachgebaute Bristol M.1C der Shuttleworth Collection

## Technische Daten M.1C
| Kenngröße             | Daten                                          |
| --------------------- | ---------------------------------------------- |
| Besatzung             | ein Pilot                                      |
| Länge                 | 6,24 m                                         |
| Spannweite            | 9,37 m                                         |
| Höhe                  | 2,37 m                                         |
| Flügelfläche          | 13,60 m²                                       |
| Flügelstreckung       | 6,5                                            |
| Leermasse             | 409 kg                                         |
| Startmasse            | 611 kg                                         |
| Antrieb               | ein Umlaufmotor Le-Rhône 9J mit 110 PS (82 kW) |
| Höchstgeschwindigkeit | 209 km/h                                       |
| max. Flugdauer        | 1:45 h                                         |
| Dienstgipfelhöhe      | 6.096 m                                        |
| Bewaffnung            | 1 × 7,7-mm-Vickers-MG                          |

## Einsatzländer
- Chile
- Vereinigtes Königreich: 14., 47., 72., 111. und 150. Squadron der Royal Air Force